# Deshaies

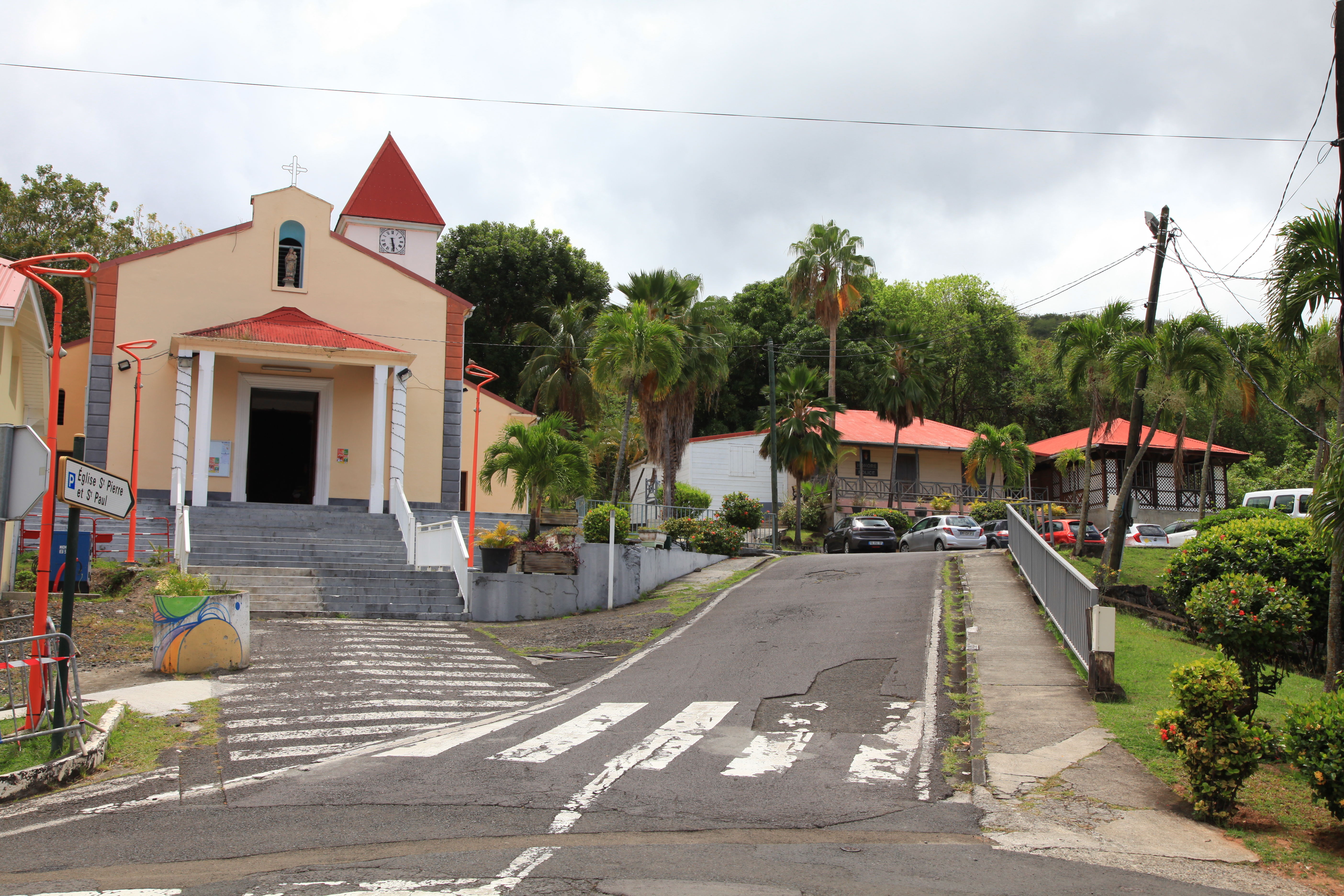
Église Saint-Pierre-et-Saint-Paul de Deshaies mit ehemaligem Pfarrhaus (Mitte, dient als Filmset für die Krimiserie Death in Paradise) und heutigem Gemeindesaal (ganz rechts)

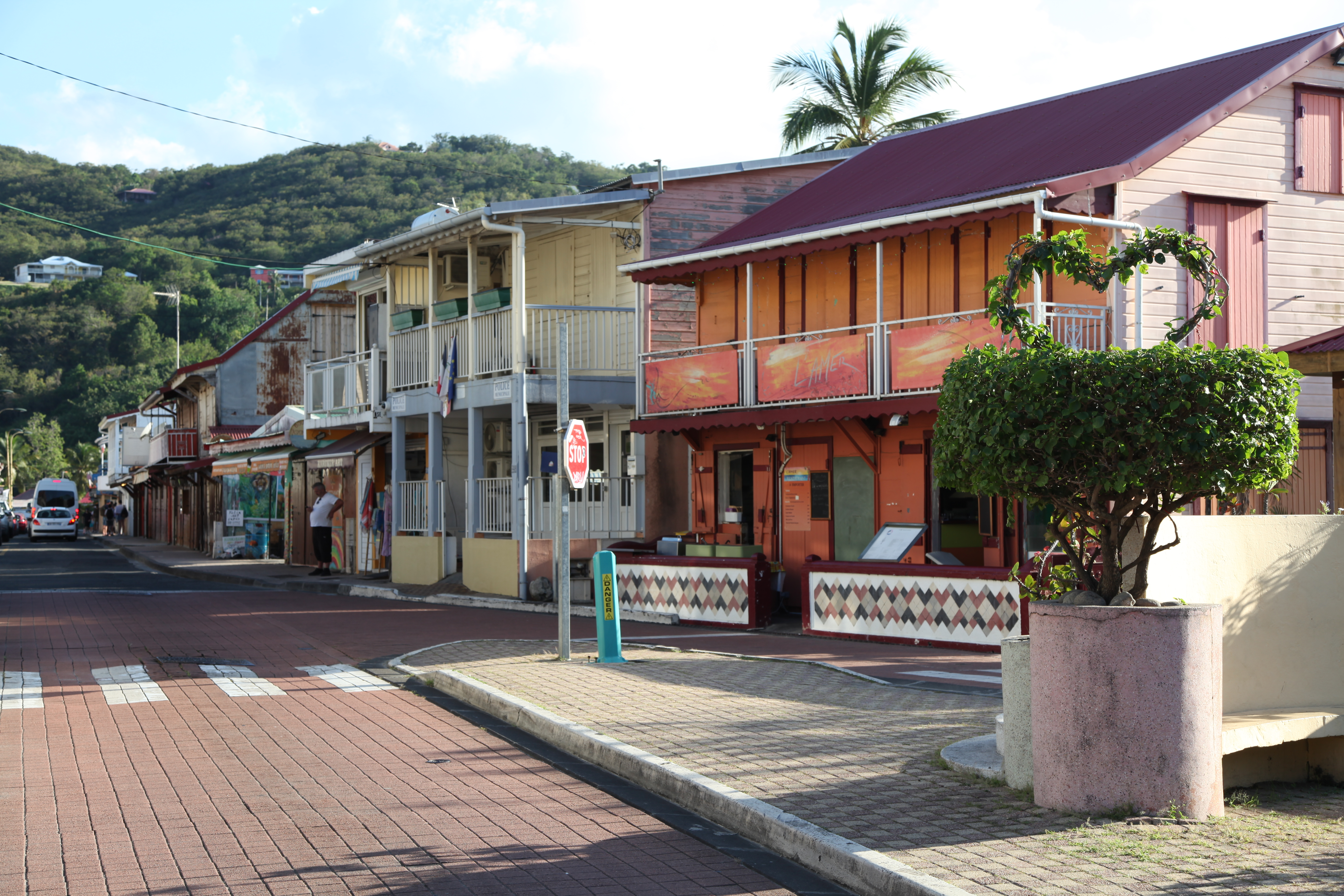
Kreuzung Boulevard des Poissonniers/Rue de la Vague Bleue

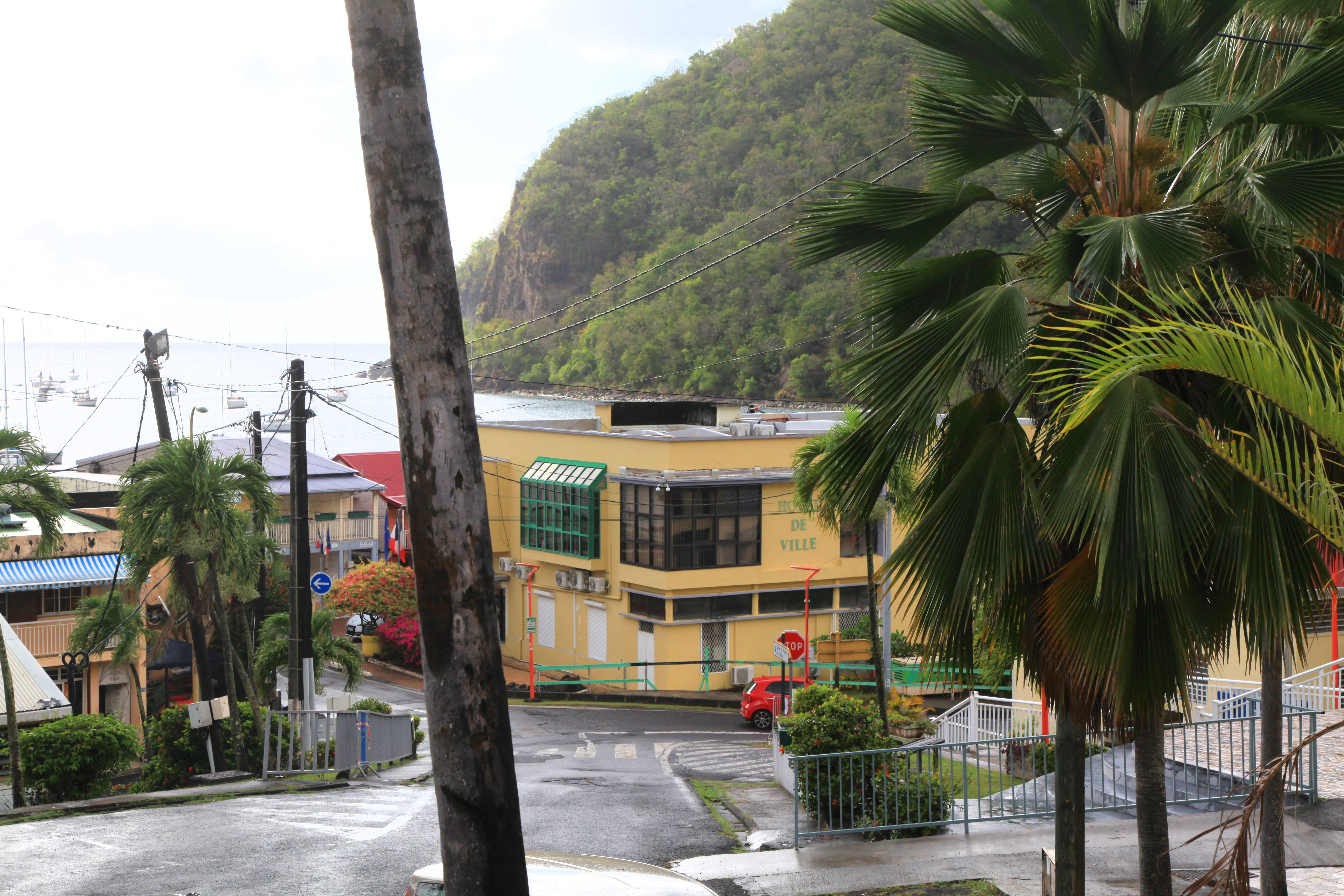
Rathaus (Hôtel de ville) und Polizeistation

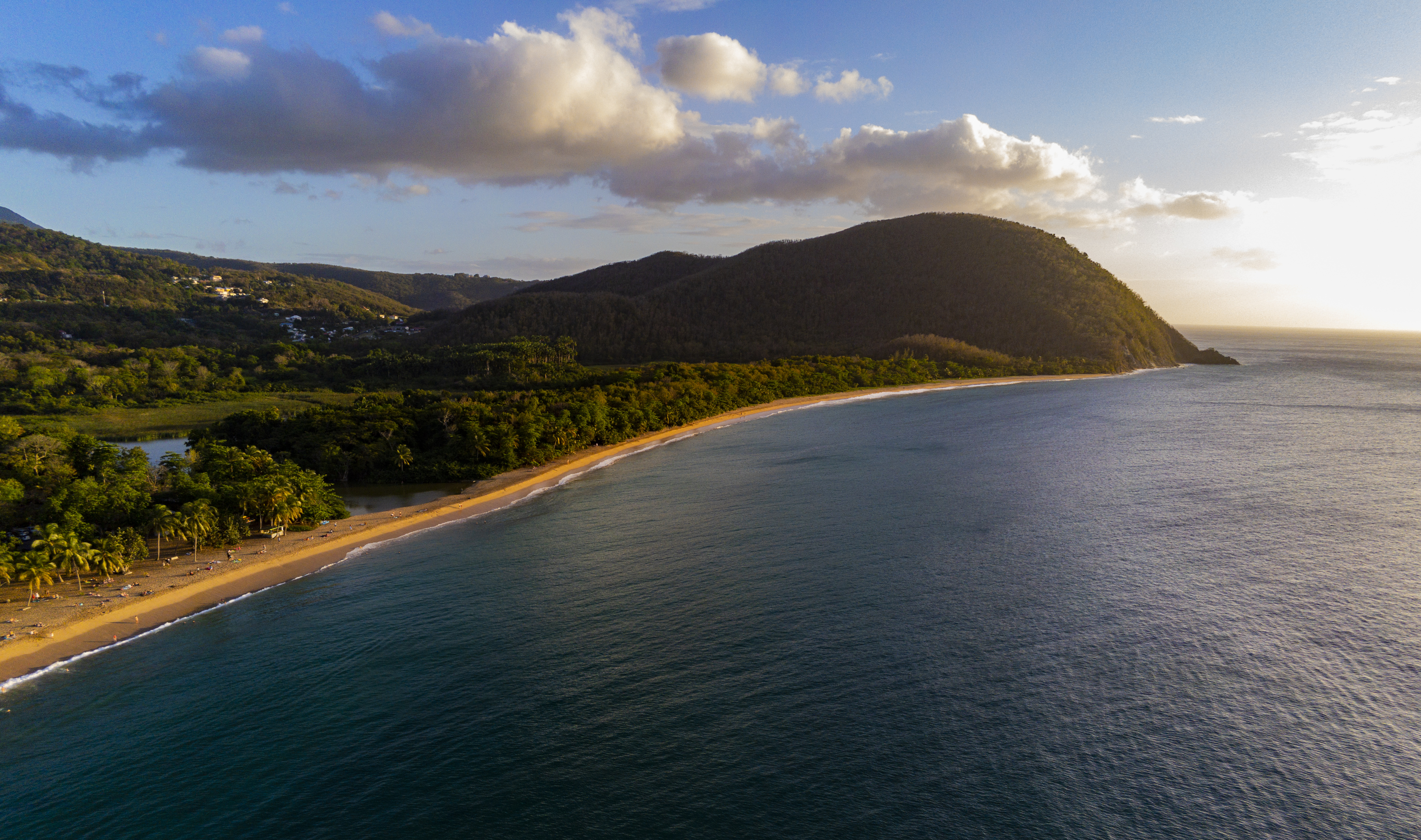
Grande Anse (große Bucht)

Deshaies (Guadeloupe-Kreolisch: Déhé) ist eine Gemeinde mit 3792 Einwohnern (Stand 1. Januar 2022) im französischen Überseedépartement Guadeloupe. Der Name stammt von einem der Besitzer der Karavelle Maria Galanda von Christoph Kolumbus namens Robert Deshaies.

## Geografie
Deshaies liegt im Nordwesten der Insel Basse-Terre an der Küste zum Karibischen Meer. Nachbargemeinden sind im Süden Pointe-Noire und im Osten Sainte-Rose. Die zwei größten Strände sind die nördlich gelegenen Plage de la Perle und der Plage de Grande-Anse.

## Geschichte
Nachdem die Besetzung von Guadeloupe durch französische Kolonisten 1635 eingesetzt hatte, kann man ab 1730 von dem heutigen Ort sprechen, der zunächst unter dem Namen Des Hayes bekannt wurde.
Am 22. Juni 1962 stürzte eine Boeing 707 der Air France etwa 40 Kilometer vor der vorgesehenen Landung auf dem Flughafen Pointe-à-Pitre aus nicht ganz geklärten Ursachen über dem Gemeindegebiet von Deshaies ab. Alle 113 Insassen des Flugzeugs, Passagiere und Besatzung, fanden dabei den Tod.
| Bevölkerungsentwicklung | Bevölkerungsentwicklung | Bevölkerungsentwicklung | Bevölkerungsentwicklung | Bevölkerungsentwicklung | Bevölkerungsentwicklung | Bevölkerungsentwicklung | Bevölkerungsentwicklung | Bevölkerungsentwicklung | Bevölkerungsentwicklung |
| ----------------------- | ----------------------- | ----------------------- | ----------------------- | ----------------------- | ----------------------- | ----------------------- | ----------------------- | ----------------------- | ----------------------- |
| Jahr                    | 1961                    | 1967                    | 1974                    | 1982                    | 1990                    | 1999                    | 2006                    | 2012                    | 2018                    |
| Einwohner               | 3271                    | 3305                    | 3519                    | 3485                    | 3476                    | 4039                    | 4287                    | 4271                    | 4033                    |

## Sehenswürdigkeiten
In Deshaies gibt es einen Botanischen Garten und einen Orchideengarten. Sie heißen offiziell Le jardin botanique de Deshaies und Le jardin des orchidées.

## Trivia
- Die Krimiserie Death in Paradise wird seit 2011 in Deshaies gedreht.[3]

## Persönlichkeiten
- Pierre-Marie Hilaire (* 1965), Sprinter